# Dyffryn Ardudwy
Dyffryn Ardudwy är en ort och community i Storbritannien.   Det ligger i kommunen Gwynedd och riksdelen Wales, i den södra delen av landet, 300 km nordväst om huvudstaden London. 